# Uitgaanscentrum de Morgenzon
Uitgaanscentrum de Morgenzon was een dancing/ discotheek in de Brabantse plaats Zeeland die bestaan heeft van 1938 tot 2008.

## Geschiedenis
In 1938 startte Neel van Tiel zijn winkel annex café onder de naam  de Morgenzon aan de kerkstraat 59 in Zeeland (NB). 
Zijn dorpscafé diende als horecaruimte voor o.a. bruiloften en partijen maar bood ook ruimte voor vergaderingen, openbare verkopen of informatiebijeenkomsten vanuit de gemeente of andere instanties. 

Café de Morgenzon anno 1960

In 1963 besloot van Tiel om een een zaal bij het café aan te bouwen , groot genoeg voor ca 1000 bezoekers. Dit bleek achteraf beschouwd  het startpunt te zijn voor de zeer succesvolle jaren die volgden.

Café de Morgenzon anno 1976

Onder leiding van kleinzoon Henk van Thiel , die samen met zijn vrouw Sjaan in 1972 het café ombouwde tot een café-dancing, groeide de naamsbekendheid en stegen de bezoekersaantallen. Mede door de vestiging van nog meer horecabedrijven kreeg het dorp Zeeland langzaam maar zeker een grote naam als de uitgaansplaats in de regio en daarbuiten. Was de bijnaam van het dorp in de jaren 70 het “ Volendam” van Brabant , in de jaren 80 en 90 veranderde de bijnaam in het “Las Vegas” van Brabant.

Na een verbouwing in 1983 besloot van Tiel om zijn Morgenzon alleen nog als discotheek / dancing door te gaan met openingstijden alleen nog op vrijdag, zaterdag en zondag 

De Morgenzon anno 1983

kerstmis 1989 Uitgaanscentrum De Morgenzon Zeeland

In de weekenden kwamen duizenden jongeren naar het dorpje Zeeland en bezochten de zeer grote horecagelegenheden zoals de Morgenzon dat alleen zelf al ca 2500-3000 bezoekers trok , maar ook Dancing/cafe Bachus (ca 1000-1200 bezoekers) , Café Kobus (ca 500 bezoekers) , de Bonte Os en diverse eetcafe’s trokken veel klandizie.   

In de drie grote dancings traden ook regelmatig bekende artiesten en popgroepen op zoals De Dijk, Van Dik Hout, The Scene, Herman Brood en Candy Dulfer, de Urban Heroes, 2 unlimited, Golden Earring, Bitte ein Beat! dj’s, DJ Paul Elstak , The Partsquad, Harry Muskee, 2 Brothers on the 4th Floor, Nick & Simon , René Froger etc. Het aanbod van artiesten was zeer divers want naast bijvoorbeeld talentenjachten die in de horecabedrijven werden georganiseerd was ook het  NCRV radioprogramma Los Vast (met live optredens) te gast in de Morgenzon. De dancing had door haar 7 zalen de gelegenheid om per zaal verschillende soorten muziek te kunnen draaien waaronder disco maar ook specifieke house muziek. 
De grote aantallen bezoekers zorgden regelmatig voor problemen , vechtpartijtjes en overlast op straat zodra de horecagelegenheden ‘s nachts de deuren sloten en het publiek naar buiten stroomde op zoek naar de speciale busdienst (de zg Zeeland Weekendexpress busdienst die door heel Noord Brabant publiek vervoerde van en naar Zeeland) taxi’s of eigen vervoer 
Nadat de bezoekers eind 2005 toch wat terugliepen besloot Harold van Tiel (zoon van Henk en vanaf 2000 aan het roer van het bedrijf) om het horecabedrijf te veranderen in een evenementen en partylocatie en hernoemde het naar “ Event Mall Morgenzon” .

## Sloop en nieuwbouw
Na diverse mislukte pogingen (al in de jaren 90) van de gemeente Landerd om het horecabedrijf en de bijbehorende grond op te kopen (zodat plaats gemaakt kon worden voor een brede school, winkels en woningen) lukt het in 2007 uiteindelijk wel om eigenaar van Tiel te bewegen om het horecapand en de grond te verkopen.  Op 22 maart 2008 werd de Morgenzon uiteindelijk gesloopt. Nadat de plannen om daadwerkelijk winkels , een school en woningen te bouwen onhaalbaar bleken besloot de gemeente om de plannen voor een kindcentrum openbaar te maken. Na veel protesten en rechtszaken werd uiteindelijk in 2013 op de plek van de oude dancing dit kindercentrum gebouwd, dat de naam Morgenzon kreeg. Het complex biedt onderdak aan de basisscholen Vlasgaard en De Wizzert, kinderopvang Kiobra, Stichting Kinderopvang Landerd, GGD Hart voor Brabant, muziekvereniging Zeelandia, Amarantgroep en logopediepraktijk Landerd 

Oud eigenaar Harold van Tiel opende later , precies tegenover zijn oude dancing en de kerk een nieuw horecabedrijf (Event- en Partycenter Ambianz ).